# Espagne au Concours Eurovision de la chanson 1984
L'Espagne a participé au Concours Eurovision de la chanson 1984 le 5 mai à Luxembourg. C'est la 24e participation espagnole au Concours Eurovision de la chanson.
Le pays est représenté par le groupe Bravo et la chanson Lady, Lady (en), sélectionnés en interne par la TVE.

## Sélection interne
Le radiodiffuseur espagnol, Televisión Española (TVE), choisit en interne l'artiste et la chanson représentant l'Espagne au Concours Eurovision de la chanson 1984.
| Artiste | Chanson         | Langue   | Traduction |
| ------- | --------------- | -------- | ---------- |
| Bravo   | Lady, Lady (en) | Espagnol | Dame, Dame |

Lors de cette sélection, c'est la chanson Lady, Lady, interprétée par Bravo, qui fut choisie. Le chef d'orchestre sélectionné pour l'Espagne à l'Eurovision 1984 est Eddy Guerin.

## À l'Eurovision

### Points attribués par l'Espagne
| 12 points | Italie      |
| 10 points | Irlande     |
| 8 points  | Pays-Bas    |
| 7 points  | Luxembourg  |
| 6 points  | Danemark    |
| 5 points  | Portugal    |
| 4 points  | Suède       |
| 3 points  | Royaume-Uni |
| 2 points  | Belgique    |
| 1 point   | Finlande    |

### Points attribués à l'Espagne
| 12 points            | 10 points        | 8 points              | 7 points                 | 6 points                      |
| -------------------- | ---------------- | --------------------- | ------------------------ | ----------------------------- |
| - Portugal - Turquie | - France - Suède | - Italie - Luxembourg | - Danemark - Irlande     | - Autriche - Chypre - Norvège |
| 5 points             | 4 points         | 3 points              | 2 points                 | 1 point                       |
|                      | - Royaume-Uni    | - Belgique - Suisse   | - Pays-Bas - Yougoslavie |                               |

Bravo interprète Lady, Lady en 4e position lors de la soirée du concours, suivant la France et précédant la Norvège.
Au terme du vote final, l'Espagne termine 3e sur 19 pays participants, ayant reçu 106 points au total,.